# Colapso social

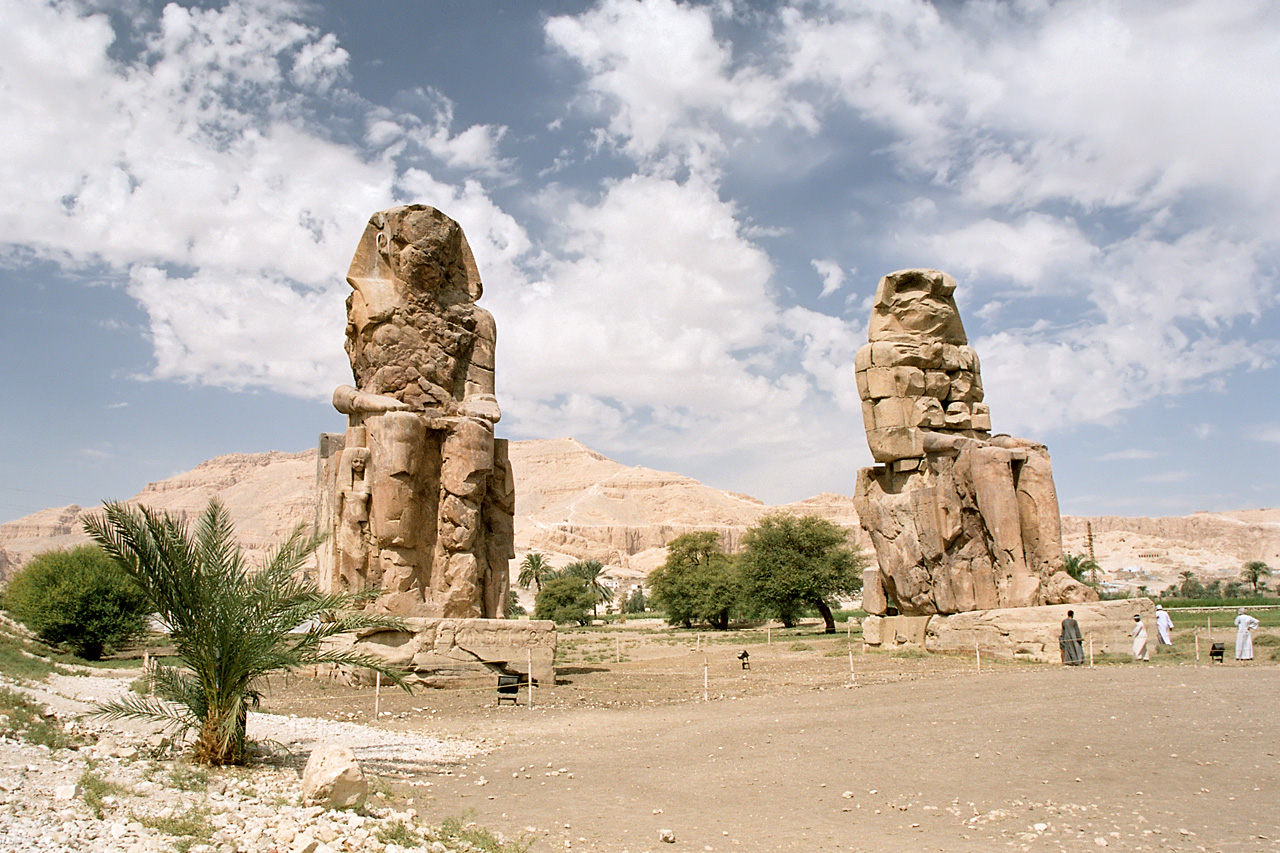
Restos de los Colosos de Memnón, Tebas (Egipto)

El colapso social o catástrofe social es una quiebra a gran escala o una declinación a largo plazo de la cultura, las instituciones civiles y/u otras características principales de una sociedad o civilización, de forma temporal o permanente. 
La quiebra de las instituciones sociales y culturales es quizás la manifestación más común del colapso. Mientras que el colapso social ha sido anteriormente considerado como el punto final de una civilización, el fenómeno es solo una descripción del proceso de cambio de dicha civilización. El colapso social ciertamente no es un proceso social benigno, pero las sociedades pueden no acabar ni perecer cuando colapsan. Por el contrario, pueden adaptarse y renacer nuevamente.

## Factores del colapso social
Los factores más comunes que contribuyen al colapso de la sociedad son: medioambientales, sociales y culturales. 
Los colapsos sociales normalmente provienen de la convergencia de los tres factores, pero en muchas ocasiones un factor puede ser la causa dominante. En muchos casos un desastre natural (p.ej. un maremoto, un terremoto, incendios masivos) pueden causar tales estragos en una cultura que esta no pueda sostenerse más a sí misma en los procesos sociales del pasado y sobreviene entonces un cambio masivo.
En otras ocasiones la significativa desigualdad en la estructura social puede desembocar en un ascenso de las clases inferiores y en la toma del poder a la élite minoritaria acomodada. El colapso social puede ocurrir a lo largo de un período relativamente corto de tiempo, o como resultado de un evento o de una serie de ellos que puede llevar a una despoblación significativa (p.ej. un desastre natural, una guerra, un genocidio, una hambruna, una pandemia). Los grupos que conforman una sociedad pueden también tomar una decisión voluntaria o deliberada de dispersarse o relocalizarse lo que equivale al colapso de esa sociedad, o así se presenta ante la arqueología e investigaciones futuras.
El colapso social ha sido recurrente a lo largo y ancho de la historia y es un aspecto que puede aguardar a cada sociedad humana establecida. El interés moderno por el supervivencialismo (o survivalismo) está relacionado con la anticipación de un posible colapso de la sociedad contemporánea.

## Dinámica social
El colapso social está ligado a menudo a un abandono del sedentarismo. Las organizaciones sociales sedentarias ocasionalmente alcanzan el agotamiento de importantes recursos no renovables o de lenta renovación (en la mayoría de los casos). El sedentarismo también permite una abultada expansión de la población de la sociedad y de sus instituciones sociales. El comercio a largas distancias, la domesticación de la flora y la fauna, el incremento de la especialización de las tareas así como la estratificación de la sociedad son los atributos más prominentes de una sociedad sedentaria. Las sociedades sedentarias, por el contrario de las nómadas cazadoras-recolectoras, no se encuentran autolimitadas y a menudo desembocan en la sobreutilización y la dominación del territorio en el cual están asentadas. A medida que la población crece, el rendimiento decreciente de varios suministros alimentarios comienza a amenazar la complejidad social, lo que puede desembocar en un colapso malthusiano. 
Thomas Homer-Dixon ha sugerido recientemente que el colapso social ocurre como resultado de una reducción de la tasa de retorno energético (TRE). Esta es la medida de la cantidad de energía necesaria para asegurar una fuente de energía. El colapso social aparece siempre y cuando la TRE alcanza el 1:1. Si cae por debajo del 1:1, quienes intentan explotar las fuentes de energía pueden no tener suficiente energía como para mantenerse a sí mismos, con lo que aparecen las hambrunas. Son necesarios valores de la TRE mayores que 1 para suministrar suficiente energía para las tareas socialmente importantes tales como la construcción de edificaciones, el mantenimiento de infraestructuras, y el mantenimiento de la élite social de la cual depende la sociedad. La figura de la TRE también determina el factor entre un número de personas involucradas en la extracción de energía comparada con la población total. Por ejemplo en el mundo premoderno, a menudo ocurría que el 80% de la población estaba empleada en la agricultura para alimentar a una población del 100%. En tiempos modernos, el uso de combustibles fósiles con una TRE excesivamente alta ha posibilitado a un 100% de la población estar empleada con solo un 4% de la población empleada en agricultura. Los retornos decrecientes de una TRE insostenible, llevan a un colapso social, según propone Homer Dixon.

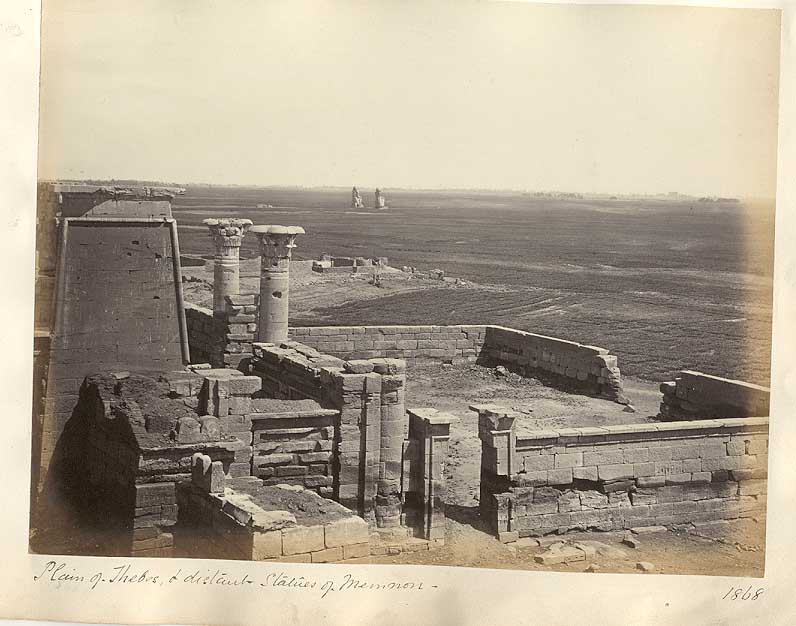
Egipto en 1868: Tebas y al fondo los Colosos de Memnón. Fotografía de Francis Frith, (1822-1898)

El colapso social ocurre de una de estas dos maneras:
1. Primer método: Su capacidad adaptativa se reduce por un incremento pronunciado de la población o de la complejidad social, tendente a una desestabilización de las instituciones sociales y a ocasionales desplazamientos masivos de la población y de las dinámicas sociales. En casi todos los casos las civilizaciones se vuelven menos complejas, menos centralizadas y con formas más simples de tecnología y sociopolítica, características de las edades oscuras. Algunos ejemplos de este tipo de colapso social son: el Imperio hitita, la civilización micénica, el Imperio romano de Occidente, los estados del Imperio maurya y Gupta de la India, los mayas, los Angkor en Camboya, y las dinastías Han y Tang en China.
2. Segundo método: Pueden ser gradualmente incorporados en una estructura social interregional más compleja y dinámica. Esto ocurrió en el antiguo Egipto y en Mesopotamia, en las culturas levantinas mediterráneas, en el Imperio Romano Oriental, en los Sultanatos de Delhi y el imperio Mogol en la India, en la China Song, en las culturas Inca y Azteca mesoamericanas, y en las civilizaciones modernas de China e India así como en muchos estados modernos del Oriente Próximo y África.

El colapso social se manifiesta de varias maneras:
- Las sociedades complejas estratificadas sobre la base de clases, género, raza o algún otro factor prominente se transforman en mucho más homogéneas y horizontalmente estructuradas. En muchos casos las estratificaciones sociales pasadas lentemente se van haciendo irrelevantes a lo largo del colapso y las sociedades se hacen más igualitarias.
- Una de las manifestaciones más características de las civilizaciones complejas (y en muchos casos la vara de medida para la medición de la complejidad) es su alto nivel de especialización en el trabajo. Las sociedades más complejas están caracterizadas por artesanos y comerciantes que se especializan intensamente en una tarea concreta. De esta manera, los gobernantes de muchas de estas sociedades pasadas eran sacerdotes o sacerdotisas hiperespecializadas que eran mantenidos completamente por el trabajo de las clases inferiores. Durante el colapso social las instituciones mantenidas por la especialización fueron eliminadas y la gente tiende a convertirse en más generalistas en sus trabajos y en sus hábitos cotidianos.
- A medida que el poder se descentraliza la gente tiende a ser más autoregulada y tiene muchas más libertades personales. En muchas ocasiones de colapso se da una relajación de las reglas sociales y de las costumbres. Geográficamente hablando, las comunidades se convierten en más parroquiales o aisladas. Por ejemplo, con posterioridad al colapso de la civilización de los mayas muchos de ellos regresaron a sus aldeas tradicionales, abandonando las grandes ciudades que habían sido los epicentros del imperio.
- Los epifenómenos, las instituciones, los procesos, y los artefactos se manifiestan todos en el registro arqueológico abundantemente para las grandes civilizaciones. Después del colapso, a medida que la gente se ve forzada a adoptar modos de vida más autosuficientes, algunos tipos de artefactos son abandonados o se da de forma dramática la evidencia de epifenómenos y de cambios institucionales.
- El colapso social se asocia casi siempre a un declive en las densidades de población. En casos extremos, el colapso en población es tan severo que la sociedad desaparece por completo, tal como ocurrió con los vikingos de Groenlandia, o en algunas de las islas de la Polinesia. En casos menos extremos la población se ve reducida hasta alcanzar un equilibrio demográfico restablecido entre las sociedades humanas y el medio ambiente agotado. Un ejemplo clásico es el caso de la Antigua Roma cuya capital tenía una población de alrededor de 1,5 millones de habitantes durante el reinado de Trajano, pero que en el siglo IX solo contaba 15.000 habitantes.

De acuerdo con Joseph Tainter, que en su libro El colapso de las Sociedades Complejas (1990) describe como las sociedades envueltas en un colapso inevitable se adhieren a uno o a varios de los siguientes tres modelos al encarar el colapso:

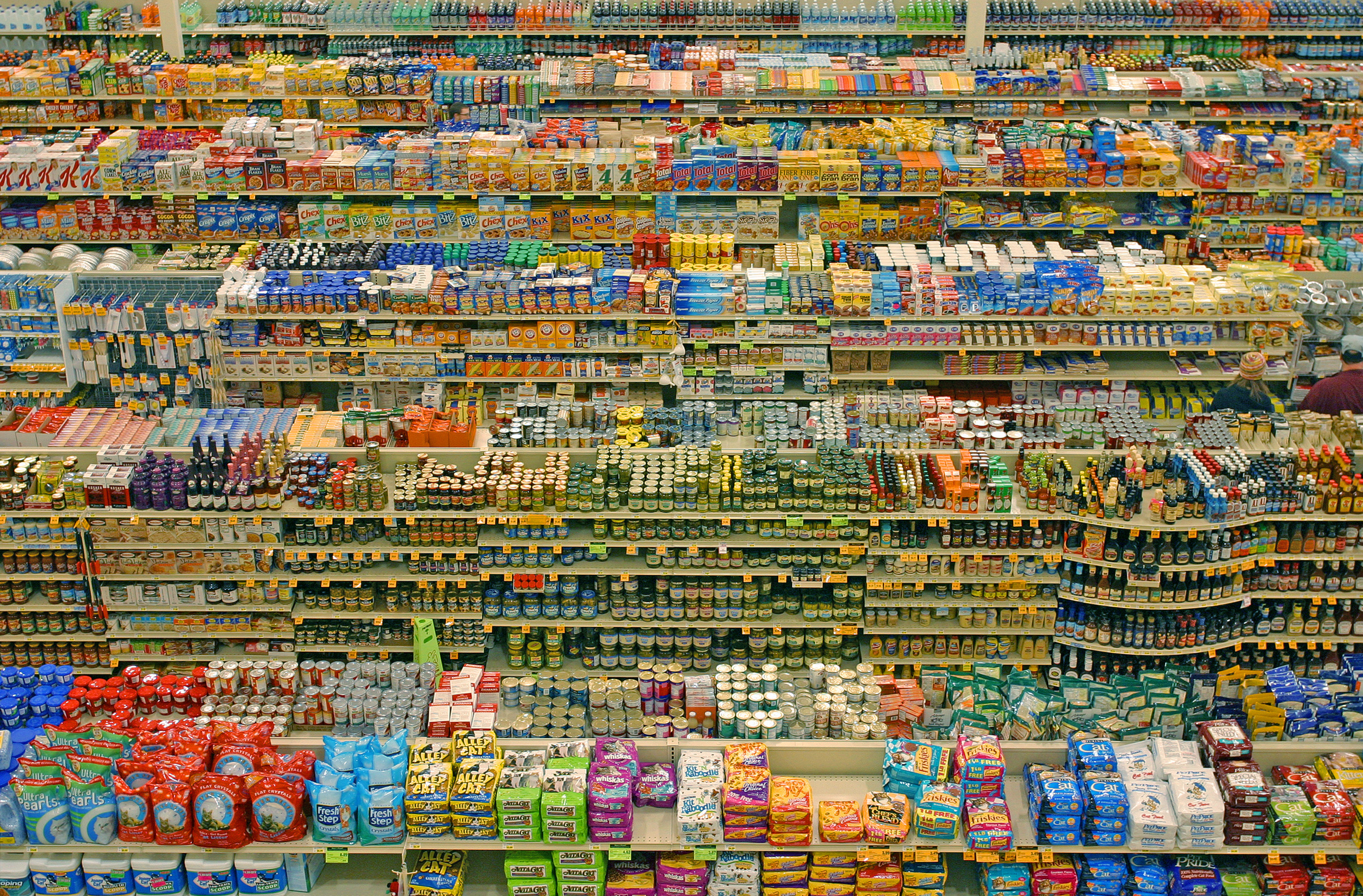
Consumismo: Alimentos envasados y presentados en los lineales de un supermercado de Portland, Oregón, Estados Unidos.

1. Los dinosaurios: El mejor ejemplo es una sociedad a gran escala cuyos recursos están siendo agotados a un ritmo exponencial y la cual no hace nada para rectificar el problema debido a que la élite vigente no desea o es incapaz de adaptarse a los cambios predichos. En tales ejemplos los gobernantes tienden a oponerse a cualquier solución que diverja de su presente curso de acción. Favorecerán la intensificación y el compromiso de un creciente número de sus recursos para sus planes y proyectos presentes y para sus instituciones sociales.
2. Huida hacia adelante: Un ejemplo podrían ser las sociedades que solo funcionan cuando hay crecimiento. Las sociedades basadas casi exclusivamente en la adquisición, incluyendo el pillaje o la explotación, no pueden sostenerse indefinidamente. Tanto la sociedad de los asirios como los mongoles, por ejemplo, quebraron y colapsaron cuando no pudieron realizar más conquistas. Tainter argumenta que el Capitalismo puede ser caracterizado como un ejemplo de modelo de Huida hacia adelante dado que requiere que la economía en conjunto, los sectores individuales y las empresas crezcan constantemente cada trimestre. Los métodos actuales de extracción de recursos y de producción de alimentos pueden ser insostenibles, aún en el caso de que la filosofía del consumismo y de la obsolescencia programada incentivaran la adquisición de un número eternamente creciente de bienes y servicios para sostener la economía.
3. Castillo de cartas: En este aspecto el modelo de sociedades de Tainter que crecen hasta ser tan grandes e incluir tantas instituciones sociales diferentes y complejas que pueden contradecirse entre sí, se hacen inherentemente inestables y son propensas al colapso.

### Un ejemplo del modelo de Tainter
Estos aspectos no actúan necesariamente de forma independiente. Normalmente aparecen interconectados lo cual los refuerza entre ellos. Por ejemplo, los líderes de la Isla de Pascua previeron un rápido declive de los árboles pero rechazaron cambiar (ej. Los Dinosaurios). La madera era usada como rodillos para transportar y erigir grandes estatuas llamadas moái como manifestaciones religiosas de respeto a sus ancestros. Se creyó que la adoración proveería de un futuro más próspero. Ello dio a la gente un mayor ímpetu para intensificar la producción de moai (ej. Huida hacia adelante). La Isla de Pascua tenía también un ecosistema frágil dada su localización aislada (ej. Castillo de cartas). La deforestación llevó a la erosión del suelo y a la insuficiencia de recursos para construir barcos para la pesca o herramientas para la caza. La competencia por los recursos menguantes desembocó en guerras y en multitud de bajas. Todos estos eventos llevaron de forma conjunta al colapso de la sociedad.
Es necesario hacer mención a que las interpretaciones dominantes de la historia de la Isla de Pascua incluyen también la caza de esclavos que secuestró a una gran parte de la población, y las epidemias que mataron a la mayoría de los supervivientes.

## La Teoría de Toynbee de la decadencia
El historiador británico Arnold J. Toynbee, en el volumen duodécimo de su magnum opus Un estudio de la Historia, teorizó que todas las civilizaciones pasan por diversas etapas diferenciadas: génesis, expansión, tiempo de problemas, estado universal y desintegración.
Toynbee argumenta que la quiebra de las civilizaciones no está causada por la pérdida del control sobre el medioambiente, ni sobre el ambiente humano, ni por ataques exteriores. En vez de ello, proviene del deterioro de la "Minoría Creativa", que ocasionalmente deja de ser creativa y degenera en tan solo una "Minoría Dominante" (lo que fuerza a la mayoría a obedecerla sin merecer esa obediencia). Argumenta que las minorías creativas se deterioran debido a la veneración de sus méritos anteriores, por la cual se convierten en orgullosos, y fallan en dirigir adecuadamente frente a los siguientes retos.
Argumenta que el último signo de que una civilización ha quebrado es cuando la minoría dominante forma un "Estado Universal", que ahoga la creatividad política. Así establece:

Primero la Minoría Dominante intenta mantener por la fuerza -en contra de cualquier derecho y razonamiento- una posición de privilegio heredado que ha dejado de merecer; y entonces el Proletariado corresponde a la injusticia con resentimiento, al miedo con odio, y a la violencia con violencia cuando ejecuta sus actos de secesión. Todavía el movimiento total finaliza en actos positivos de creación - y esto en cada parte de los actores de la tragedia de la desintegración. La Minoría Dominante crea un estado universal, el Proletariado Interno una iglesia universal, y el Proletariado Externo un grupo de bandas guerreras bárbaras.

Argumenta que, a medida que la civilización decae, se forma un "Proletariado Interno" y un "Proletariado Externo". El Proletariado interno es mantenido en subordinación por la minoría dominante dentro de la civilización, y crece amargo; el proletariado externo existe afuera de la civilización en pobreza y caos, y crece envidioso. Argumenta que a medida que la civilización decae, se da un "cisma del cuerpo social", por el cual:
- el abandono y la autolimitación reemplazan de forma conjunta a la creatividad, y
- el absentismo y el  martirio reemplazan de forma conjunta a la disciplina de la minoría creativa

Argumenta que en este ambiente, la gente tiende hacia el arcaísmo (idealización del pasado), el futurismo (idealización del futuro), el desapego (sacarse a uno mismo de las realidades de un mundo decadente), y la trascendencia (encontrando los retos de la civilización decadente con una nueva visión interior, como un Profeta). Argumenta que aquellos que trascienden durante un periodo de decadencia social dan paso a una nueva Iglesia con una nueva y más fuerte mirada interior espiritual, alrededor de la cual una civilización subsiguiente puede comenzar a formarse una vez que la antigua ha perecido.
El uso de Tonybee de la palabra 'iglesia' se refiere a un vínculo espiritual colectivo de una adoración común, o a la misma unidad encontrada en algunas clases de órdenes sociales

## Ejemplos de civilizaciones y sociedades que han colapsado
Del primer método
- Sumerios
- Imperio Hitita
- Micenas
- El Imperio Neo-Asirio
- Civilización del Valle del Indo
- Estados de Maurya y Gupta
- Civilización de Angkor del Imperio Jemer
- Han y Dinastía Tang de la China
- Anasazi
- Civilización Etrusca
- Imperio romano de Occidente
- Izapa
- Maya
- Imperio Monomotapa
- Olmeca

Del segundo método
- Antiguo Egipto
- Antigua Babilonia
- Antiguo Levante
- Grecia clásica
- Imperio Romano Oriental (Grecia medieval) de los Bizantinos
- Civilizaciones modernas del noreste de Asia, Hindú y Mogol India
- Chin, Song, Mongol y Manchú China
- Aztecas e Incas

Lugares de los que se cree que hubo un "colapso social"
- Cahokia
- Isla de Pascua
- Colonia Nórdica en Groenlandia
- Islas Pitcairn
- Isla Malden